# دهستان نورعلی
نورعلی، دهستانی است از توابع بخش مرکزی شهرستان دلفان در استان لرستان ایران.

## جمعیت
براساس سرشماری سال ۱۳۸۵ جمعیت آن ۷٬۱۷۳ نفر (۱٬۵۳۱ خانوار) بوده‌است.

## روستاها
- حسین آباد
- اکبر آباد
- کاظم آباد
- کرم آباد
- شاطر آباد
- حسن آباد
- ایمان آباد علیا
- ایمان آباد سفلی
- بابا محمد سنجابی
- نوروزآباد
- ده فروزوند پایین
- هفت چشمه زنگیوند
- حیدرآباد مرالی
- علی‌آباد جدید
- دره ده پهلوان
- اسدآباد علیا
- اسدآباد سفلی
- اسدآباد وسطی
- حسن‌آباد سنجابی
- خدارحم دهنو
- دوآب زالی
- گردکانه سنجابی
- عزیزآباد بالا
- عزیزآباد پایین
- چقاسلمان سفلی
- چقاسلمان علیا
- حیدرآباد نورعلی
- یارولی آباد ده پهلوان